# Torneo di Carlsbad 1907
Il torneo di Carlsbad 1907 è stato il primo di una serie di quattro tornei internazionali di scacchi svoltisi nella città termale di Carlsbad (oggi Karlovy Vary), in Boemia. Gli altri si sono svolti nel 1911, 1923 e 1929. Il torneo del 1907 si svolse dal 20 agosto al 17 settembre nel Kaiserbad Imperial Hotel di Carlsbad.
Vi parteciparono 21 giocatori di dieci diversi paesi, sotto la direzione di Viktor Tietz. Il torneo fu vinto dal polacco Akiba Rubinstein con 15 punti su 20.
Il tempo disponibile era di 30 mosse in due ore seguite da 15 mosse per ogni ora successiva. Fu introdotto il divieto di accordarsi per la patta prima delle 45 mosse senza il permesso dell'arbitro.

## Classifica e risultati
| #  | Giocatore                           | 1 | 2 | 3 | 4 | 5 | 6 | 7 | 8 | 9 | 10 | 11 | 12 | 13 | 14 | 15 | 16 | 17 | 18 | 19 | 20 | 21 | Totale |
| -- | ----------------------------------- | - | - | - | - | - | - | - | - | - | -- | -- | -- | -- | -- | -- | -- | -- | -- | -- | -- | -- | ------ |
| 1  | Akiba Rubinstein (POL)              | x | ½ | ½ | 0 | ½ | ½ | 1 | 1 | 1 | ½  | 1  | 1  | 0  | 1  | 1  | 1  | 1  | ½  | 1  | 1  | 1  | 15     |
| 2  | Géza Maróczy (HUN)                  | ½ | x | 0 | ½ | ½ | ½ | ½ | 1 | 1 | ½  | 1  | ½  | 1  | 1  | 1  | ½  | 1  | ½  | 1  | 1  | 1  | 14½    |
| 3  | Paul Saladin Leonhardt (DEU)        | ½ | 1 | x | ½ | 0 | 1 | ½ | 1 | ½ | ½  | ½  | 1  | ½  | 1  | 1  | ½  | ½  | 1  | 1  | 0  | 1  | 13½    |
| 4  | Aaron Nimzowitsch (LVA)             | 1 | ½ | ½ | x | 1 | ½ | ½ | ½ | ½ | ½  | 0  | 0  | ½  | 0  | 1  | ½  | 1  | 1  | 1  | 1  | 1  | 12½    |
| 5  | Carl Schlechter (Austria-Ungheria)  | ½ | ½ | 1 | 0 | x | ½ | 0 | ½ | 0 | ½  | ½  | ½  | ½  | 1  | 1  | 1  | ½  | 1  | 1  | 1  | 1  | 12½    |
| 6  | Milan Vidmar (SVN)                  | ½ | ½ | 0 | ½ | ½ | x | 1 | 1 | ½ | 1  | 0  | 1  | 1  | 1  | 0  | ½  | 1  | 1  | 1  | 0  | 0  | 12     |
| 7  | Richard Teichmann (DEU)             | 0 | ½ | ½ | ½ | 1 | 0 | x | 0 | 1 | 1  | ½  | ½  | 1  | 1  | ½  | ½  | 0  | ½  | ½  | 1  | 1  | 11½    |
| 8  | Oldřich Duras (Austria-Ungheria)    | 0 | 0 | 0 | ½ | ½ | 0 | 1 | x | 0 | 0  | ½  | 1  | 1  | 1  | 1  | 1  | 1  | 1  | 1  | 1  | 0  | 11½    |
| 9  | Georg Salwe (POL)                   | 0 | 0 | ½ | ½ | 1 | ½ | 0 | 1 | x | ½  | ½  | 0  | 0  | ½  | 1  | 1  | ½  | 1  | 1  | 1  | ½  | 11     |
| 10 | Heinrich Wolf (Austria-Ungheria)    | ½ | ½ | ½ | ½ | ½ | 0 | 0 | 1 | ½ | x  | ½  | ½  | 1  | 1  | 1  | ½  | 1  | 0  | 0  | ½  | ½  | 10½    |
| 11 | Frank James Marshall (USA)          | 0 | 0 | ½ | 1 | ½ | 1 | ½ | ½ | ½ | ½  | x  | 1  | ½  | 0  | 0  | ½  | 0  | 0  | 1  | 1  | 1  | 10     |
| 12 | Fedor Duz-Khotimirsky (RUS)         | 0 | ½ | 0 | 1 | ½ | 0 | ½ | 0 | 1 | ½  | 0  | x  | 1  | 0  | 1  | 1  | 0  | 1  | 0  | 1  | 1  | 10     |
| 13 | Rudolf Spielmann (Austria-Ungheria) | 1 | 0 | ½ | ½ | ½ | 0 | 0 | 0 | 1 | 0  | ½  | 0  | x  | 0  | 1  | ½  | 0  | 1  | 1  | 1  | 1  | 9½     |
| 14 | Savelij Tartakover (POL)            | 0 | 0 | 0 | 1 | 0 | 0 | 0 | 0 | ½ | 0  | 1  | 1  | 1  | x  | 0  | ½  | 1  | 0  | 1  | 1  | 1  | 9      |
| 15 | David Janowski (POL)                | 0 | 0 | 0 | 0 | 0 | 1 | ½ | 0 | 0 | 0  | 1  | 0  | 0  | 1  | x  | 1  | 1  | 1  | 0  | 1  | 1  | 8½     |
| 16 | Johann Berger (Austria-Ungheria)    | 0 | ½ | ½ | ½ | 0 | ½ | ½ | 0 | 0 | ½  | ½  | 0  | ½  | ½  | 0  | x  | 1  | 1  | 0  | ½  | ½  | 7½     |
| 17 | Michail Čigorin (RUS)               | 0 | 0 | ½ | 0 | ½ | 0 | 1 | 0 | ½ | 0  | 1  | 1  | 1  | 0  | 0  | 0  | x  | 0  | 1  | 0  | 1  | 7½     |
| 18 | Jacques Mieses (DEU)                | ½ | ½ | 0 | 0 | 0 | 0 | ½ | 0 | 0 | 1  | 1  | 0  | 0  | 1  | 0  | 0  | 1  | x  | 1  | 1  | 0  | 7½     |
| 19 | Adolf Georg Olland (NLD)            | 0 | 0 | 0 | 0 | 0 | 0 | ½ | 0 | 0 | 1  | 0  | 1  | 0  | 0  | 1  | 1  | 0  | 0  | x  | 1  | 1  | 6½     |
| 20 | Erich Cohn (DEU)                    | 0 | 0 | 1 | 0 | 0 | 1 | 0 | 0 | 0 | ½  | 0  | 0  | 0  | 0  | 0  | ½  | 1  | 0  | 0  | x  | 1  | 5      |
| 21 | Paul Johner (CHE)                   | 0 | 0 | 0 | 0 | 0 | 1 | 0 | 1 | ½ | ½  | 0  | 0  | 0  | 0  | 0  | ½  | 0  | 1  | 0  | 0  | x  | 4½     |